# Magnatenverschwörung

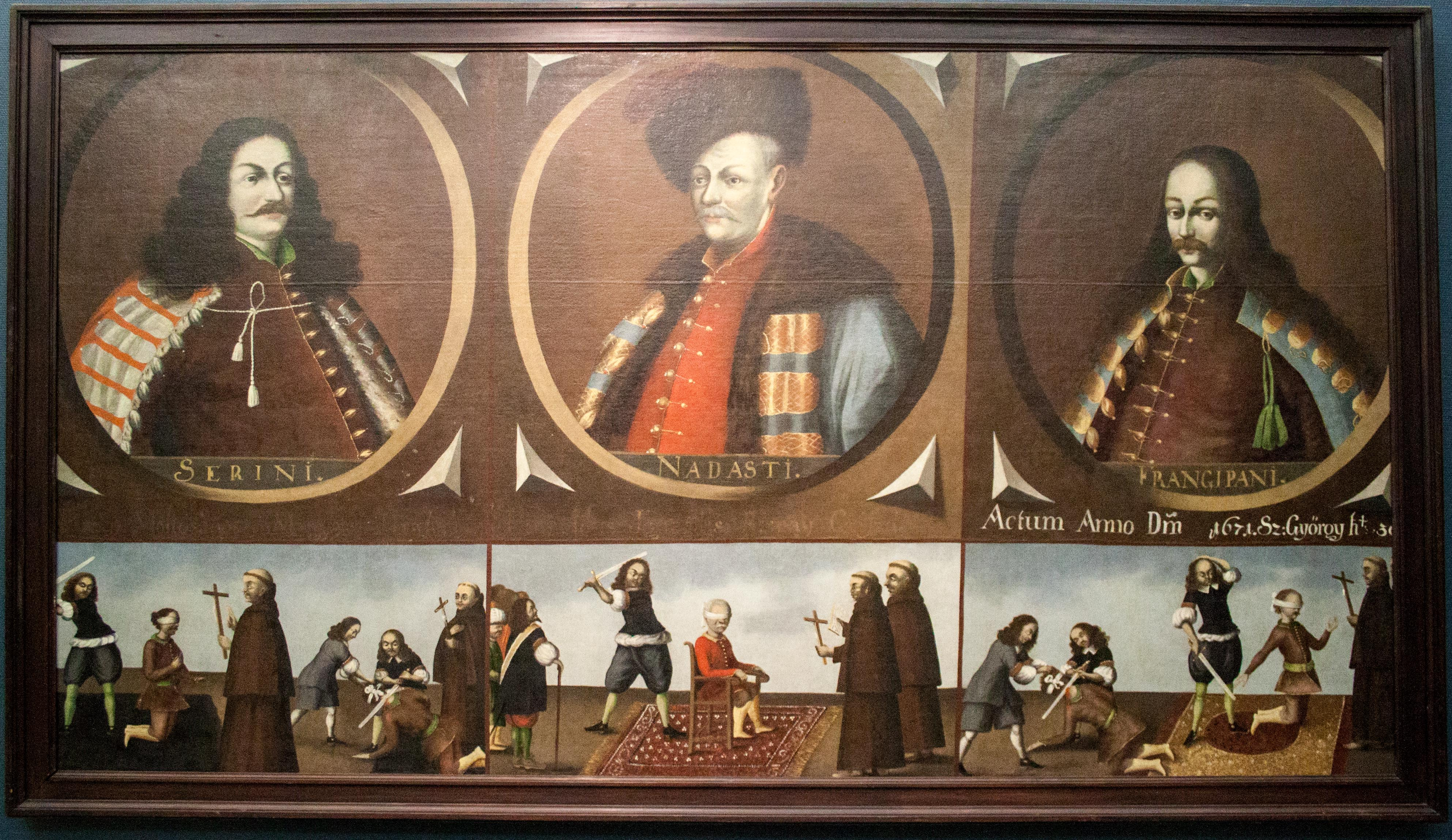
Porträts der Anführer der Verschwörung und Darstellung ihrer Hinrichtung: Petar Zrinski, Franz III. Nádasdy und Fran Krsto Frankopan (v. l. n. r.).

Die Magnatenverschwörung (in der kroatischen Geschichtsschreibung als "Zrinsko-frankopanska urota" bekannt und in der ungarischen Historiographie oft als Wesselényi-Verschwörung ("Wesselényi-összeesküvés") war eine 1664/1666 begonnene Verschwörung bedeutender Adelsfamilien im Königlichen Ungarn und Kroatien gegen ihren Herrscher Kaiser Leopold I. von Habsburg. Der Aufstand wurde aufgedeckt und die Revolte 1670/1671 rasch niedergeschlagen. Viele Beteiligte wurden hingerichtet, andere flüchteten und lösten nachfolgend die Kuruzenaufstände aus. Im 19. und 20. Jahrhundert wurden vor allem Anführer der Verschwörung, wie Petar Zrinski und Fran Krsto Frankopan, von Nationalisten in Ungarn und Kroatien als frühe Freiheitskämpfer verehrt und zu Nationalhelden stilisiert. Das hat mit der Realität im 17. Jahrhundert recht wenig gemein, da sich der Adel kaum um Nationalitäten im Herrschaftsbereich kümmerte. Es ging um Macht, Reichtum und Einfluss, eine Einteilung der Herrschaft nach Völkern stand dem eigenen Streben entgegen. Forderungen zum Selbstbestimmungsrecht der Völker gab es erst über 100 Jahre später, nach der französischen Revolution.

## Ausgangslage
Auslöser war aus Sicht der Verschwörer das Fehlverhalten des Kaisers nach der gewonnenen Schlacht bei Mogersdorf gegen die Osmanen und die vereinbarten Bedingungen beim Frieden von Eisenburg/Vasvár 1664, der als Schandfrieden von Eisenburg angesehen wurde.
Der damals noch unerfahrene Kaiser Leopold I. (1640–1705) musste den Türken trotz eines Sieges seiner Truppen während des Türkenkrieges von 1663/1664 Grenzgebiete des Königlichen Ungarns und Kroatiens überlassen, was viele Adlige gegen den Habsburger aufbrachte.
Man hatte durch die Rückeroberung einst an die Türken verlorener Gebiete auch zusätzlichen Einfluss und Reichtum erwartet.
Den ungarischen Magnaten wurden in dieser Zeit ohnehin durch den Absolutismus und Zentralismus des Kaisers althergebrachte Rechte genommen, was Enttäuschung und Unzufriedenheit auslöste. Auch hatte die Reformation bei den meisten ungarischen Adeligen und somit deren Leibeigenen Fuß gefasst und man wollte sich vom katholischen Cisleithanien abgrenzen, da von dort aus eine (teilweise gewaltsame) Rekatholisierung betrieben wurde. Unzufriedenheit gab es auch mit der Praktik, die aus türkischer Hand wiedergewonnenen Ländereien nur dann an die ungarischen Adeligen zu vergeben, wenn diese Beweise für den Familienbesitz vorlegen konnten. Das war nach etwa 150 Jahren nicht immer möglich und so gingen viele Güter an verdiente Soldaten und Beamte. Zu dieser Zeit war es außerdem unüblich, Soldaten in Kasernen einzuquartieren; in den meisten Fällen requirierte die Armee ihre Unterkünfte nahe dem Einsatzort und vielfach kam es zu Plünderungen und Gewalt.
Aus Sicht des Hofes war die Beschränkung des lokalen Adels das einzige Mittel, um gegen die ständige Bedrohung durch das osmanische Reich bestehen zu können. Man war es leid, durch die internen Querelen im Königreich Ungarn die Kampfkraft der Monarchie gefährdet zu sehen. Dazu waren die Finanzen in einem denkbar schlechten Zustand; die osmanische Armee war noch immer der kaiserlichen weit überlegen und zu allem Überfluss drohte auch noch ein Krieg mit Frankreich. Man war der Ansicht, dass neu eroberte Gebiete ohnehin nicht zu halten wären. Darum war das erste Ziel bei den Friedensverhandlungen, einen Waffenstillstand als dringend benötigte Erholungspause zu erreichen.

## Verschwörung und Verrat

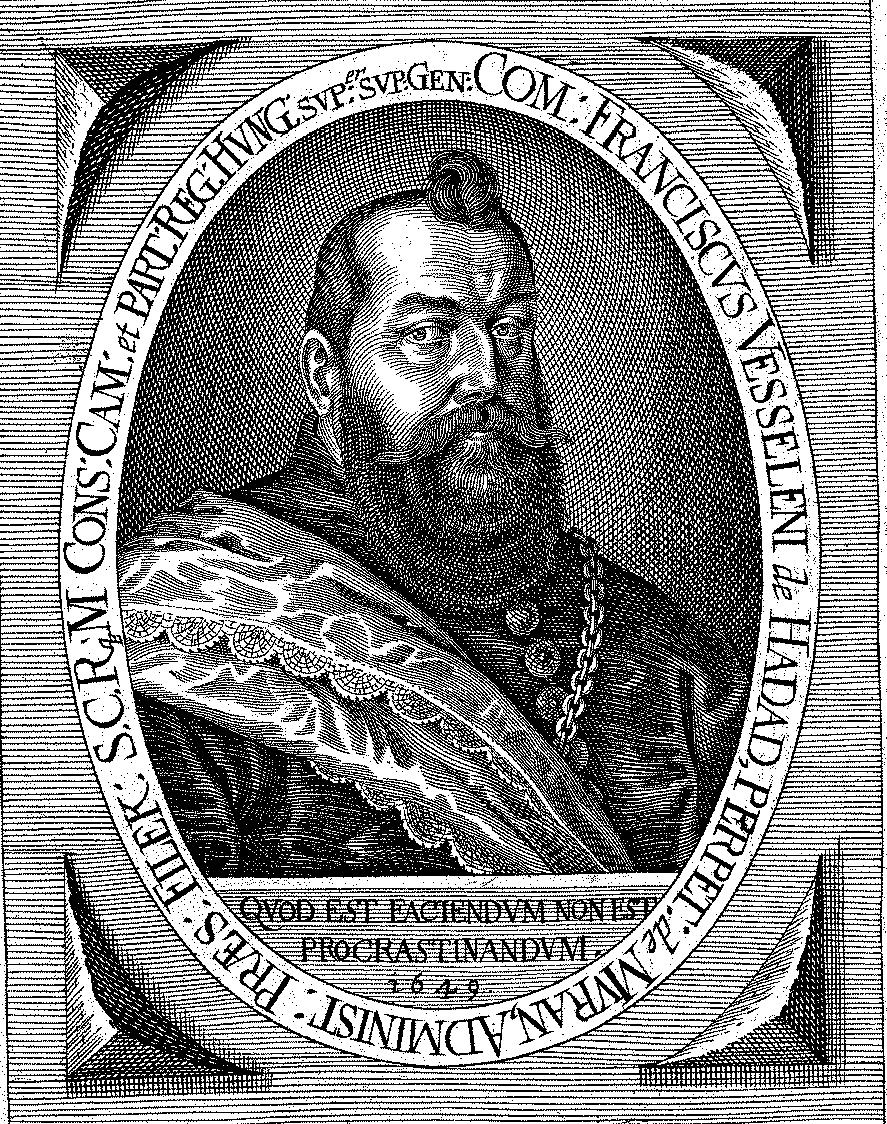
Franz Wesselényi

Die Verschwörung von 1664 wurde von Franz Wesselényi, dem Palatin des Königreichs Ungarn, Nikola Zrinski (ung. Zrínyi Miklós), dem Ban von Kroatien, (nach dessen Tod von seinem Bruder Petar Zrinski) und Fran Krsto Frankopan angeführt. Sie erhielten Unterstützung von weiteren Angehörigen des Adels wie Franz III. Nádasdy, Franz I. Rákóczi (Ehemann von Helena Zrinski (kroatisch Jelena Zrinski), der Tochter von Petar Zrinski), Stephan Thököly, György Lippay und Hans Erasmus von Tattenbach, einem steirischen Adeligen. Die Sitzungen fanden in den Bädern von Trentschin-Teplitz und Altsohl in der heutigen Mittelslowakei statt.
Die Adelsfamilien der Zrinski und der Frankopan waren miteinander durch familiäre Bande verbunden und die beiden einflussreichsten und mächtigsten Adelsgeschlechter Kroatiens. Zahlreiche Burgen, Schlösser und Ländereien in Kroatien befanden sich in ihrem Besitz. Mit dem Tod von Nikola Zrinski 1664 begann aber die Entmachtung der beiden Geschlechter durch die Habsburger. Nikolas Bruder Petar Zrinski wurde zum kroatischen Ban ernannt. Als die Generalschaft Karlovac (Karlstadt) statt Petar Zrinski seinem erbittertsten Gegner, dem Johann Joseph Graf von Herberstein, zugeschlagen wurde, sah dieser die Rebellion gegen den Kaiser als letztes Mittel zur Wahrung seiner Interessen.
Die Verschwörer führten anfänglich mit Frankreich, Polen-Litauen, der Republik Venedig und auch dem Osmanischen Reich Verhandlungen, um Möglichkeiten eines Widerstandes gegen Wien zu prüfen. Dies erfüllte den Tatbestand des Hochverrates im Königreich Ungarn, besonders da die Region als ständiges Kriegsgebiet mit dem Osmanischen Reich von besonderem strategischen Interesse war. Der Kaiser hatte darum in der Grenzregion Spione, die 1669 die Verschwörung aufdeckten. Beim Aufdecken der Verschwörung spielte der Erzbischof von Gran Georg Szelepcsényi, ein Vertrauter des Kaisers eine entscheidende Rolle. László Fekete – Iványi (ung. Iványi-Fekete László) verriet die Verschwörer an den Erzbischof, der diese Informationen an den Wiener Kaiserhof weitergab. Auch haben wahrscheinlich die Osmanen von den Verhandlungen mit den Verschwörern an den kaiserlichen Hof berichtet. Die ersehnte Waffenhilfe wurde lediglich durch Venedig an die kroatischen Verschwörer geleistet, allerdings in sehr geringem Ausmaß.
Zunächst versuchten die Aufständischen weitere Verbündete in ihren Reihen zu rekrutieren, dabei wurde allerlei Propaganda und antihabsburgische Agitation betrieben. Demgegenüber versuchten die kaisertreuen Kräfte, die Verschwörer durch Gerüchte in den Augen der Bevölkerung in Misskredit zu bringen. Sie ventilierten, Ana Katarina Frankopan-Zrinski – die Ehefrau von Petar – sei zum Islam konvertiert sei und Zrinski wolle sein Volk unter großem Blutzoll vom katholischen Österreich wolle. Später kam die Legende auf, die Todesfälle von Nikola Zrinski (Jagdunfall), Lippay und Wesselényi (Krankheit oder Vergiftung) seien Morde habsburgischer Agenten gewesen. Da diese drei aber vor 1669 starben, ist das sehr unwahrscheinlich.
Nach sechs Jahren der Vorbereitung wagte man dann, praktisch ohne Unterstützung ausländischer Mächte, die bewaffnete Rebellion. Diese wurde aber schnell niedergeschlagen; man war bestens über alle Schritte der Verschwörer informiert und vorbereitet. Einige hatten bereits alles an den Wiener Hof verraten. General Herberstein rückte mit seinen Truppen in Kroatien ein und setzte die Aufrührer fest. Thököly starb beim Versuch, sich in seiner nordslowakischen Festung Arwaburg zu verschanzen und Franz I. Rákóczi wurde bei Munkacs gefangen genommen. Seine Mutter Sophia Báthory, die hervorragende Kontakte zu den Jesuiten unterhielt, konnte ihn durch Zahlung eines Lösegeldes von 400.000 Gulden an die kaiserliche Kriegskasse freikaufen und damit wohl sein Leben retten.
Dem kaisertreuen Paul I. Fürst Esterházy wurde später vorgeworfen, diese Informationen weitergeleitet zu haben und dafür mit Ländereien der Verschwörer belohnt worden zu sein.

## Inhaftierung und Prozess

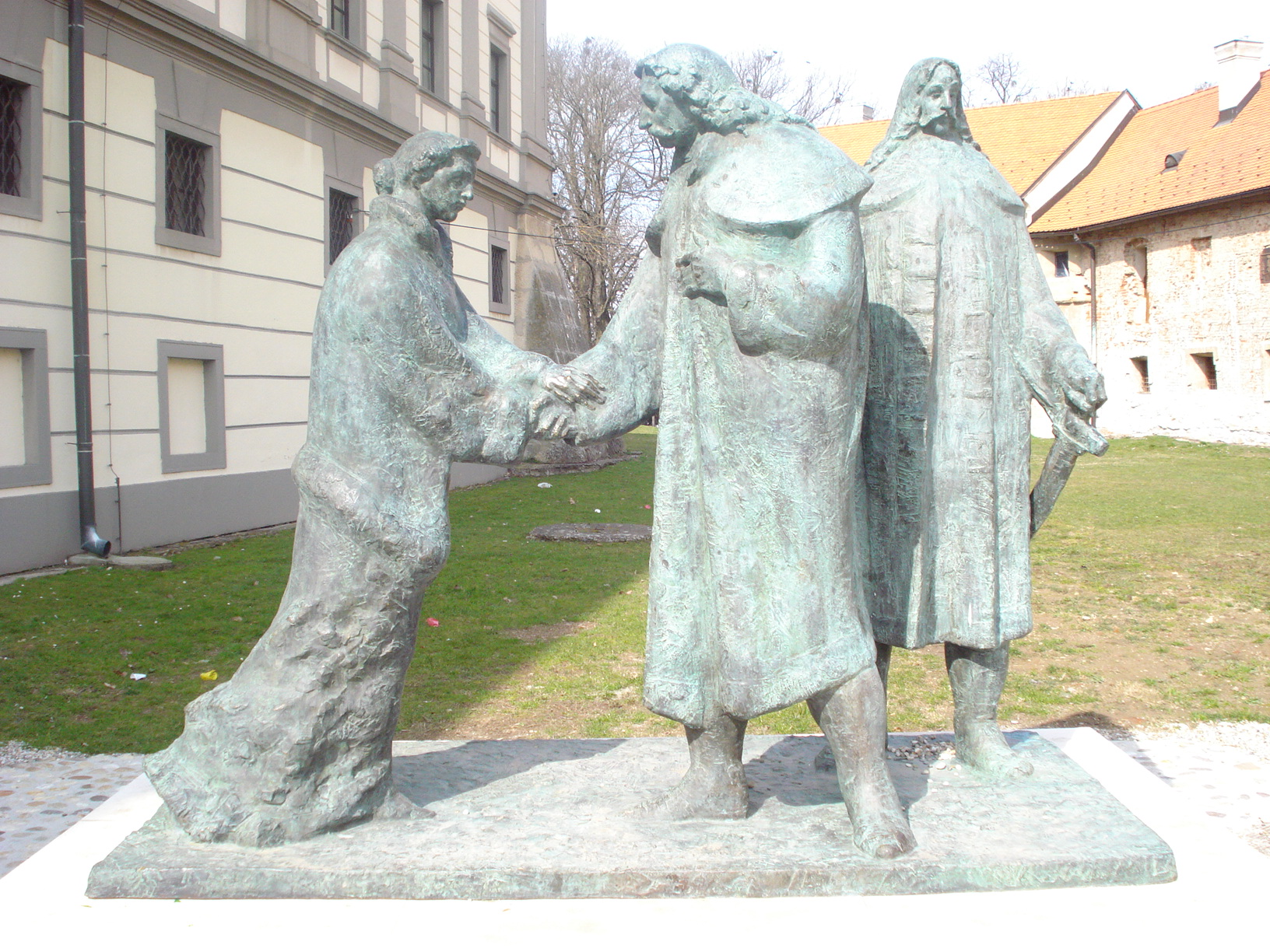
Abschied – Denkmal mit Petar Zrinski, Ana Katarina Zrinski und Fran Krsto Frankopan in Čakovec

Schließlich wurden die verbliebenen Verschwörer Nádasdy, Tattenbach, Frankopan und Zrinski an den Hof von Leopold I. zitiert. Die kroatischen Adeligen glaubten der Vermittlung durch Martin Borković, dem Bischof von Zagreb, und dem Schreiben des Königs, in dem ihnen freies Geleit zugesichert wurde. In Wien wurden beide zunächst unter Hausarrest gestellt. Einige Zeit später wurden alle in einen Kerker nach Wiener Neustadt gebracht, wo sie der Folter unterzogen wurden. Den Gefangenen wurden jeweils Beschuldigungen des anderen überbracht, die Verräter der Verschwörung hatten ausreichend Material gesammelt.
Für die verbliebenen Anführer der Verschwörung (Nádasdy, Petar Zrinski und Frankopan) wurde ein Sondergericht unter dem Vorsitz von Kanzler Johann Paul Hocher eingerichtet. Sie wurden am 23. April und 25. April 1671 wegen Hochverrates zum Tode verurteilt. In der Urteilsbegründung gegen Petar Zrinski hieß es, dass er

„die größten Sünden begangen habe, in seinen Bestrebungen sich zu einem unabhängigen Kroatischen Herrscher krönen lassen zu wollen. Statt einer Krone erwarte ihn ein blutiges Schwert.“

Zrinski schrieb an seine Ehefrau Ana Katarina Frankopan-Zrinski:

„Heute haben wir uns gegenseitig unsere Sünden vergeben. Aus diesem Grunde schreibe ich auch Dir, um Dich um Vergebung zu bitten. Falls ich dich manchmal falsch behandelt habe, vergib mir. Im Namen unseres Vaters, ich bin bereit zu sterben und habe keine Angst.“

Frankopan schrieb ebenfalls einen sehr gefühlsbetonten Brief an seine Frau:

„Meine liebe Julia, ich müsste lügen mit meiner ganzen Seele, um die letzte Bekundung meiner tiefen Liebe für Dich zu verschweigen. Aber ich bin nackt und elend.“

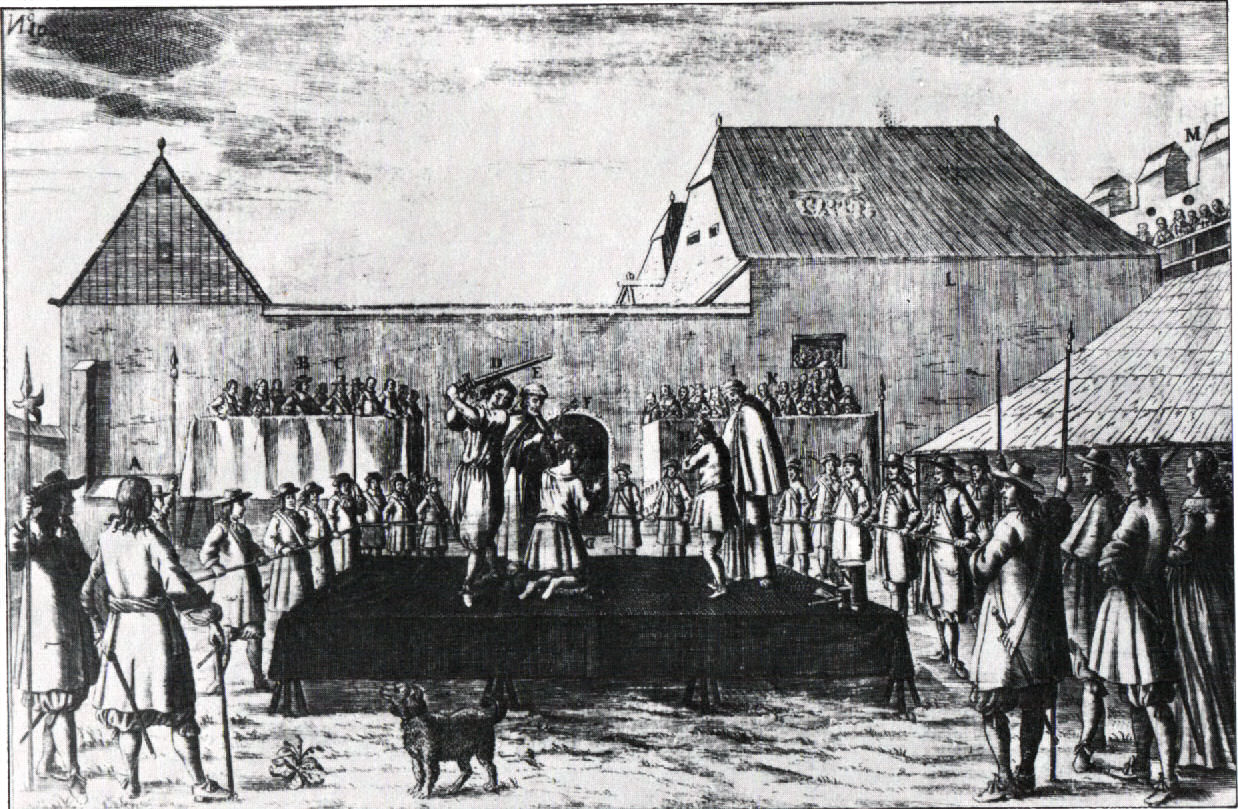
Hinrichtung von Zrinski und Frankopan auf dem Hauptplatz in Wiener Neustadt

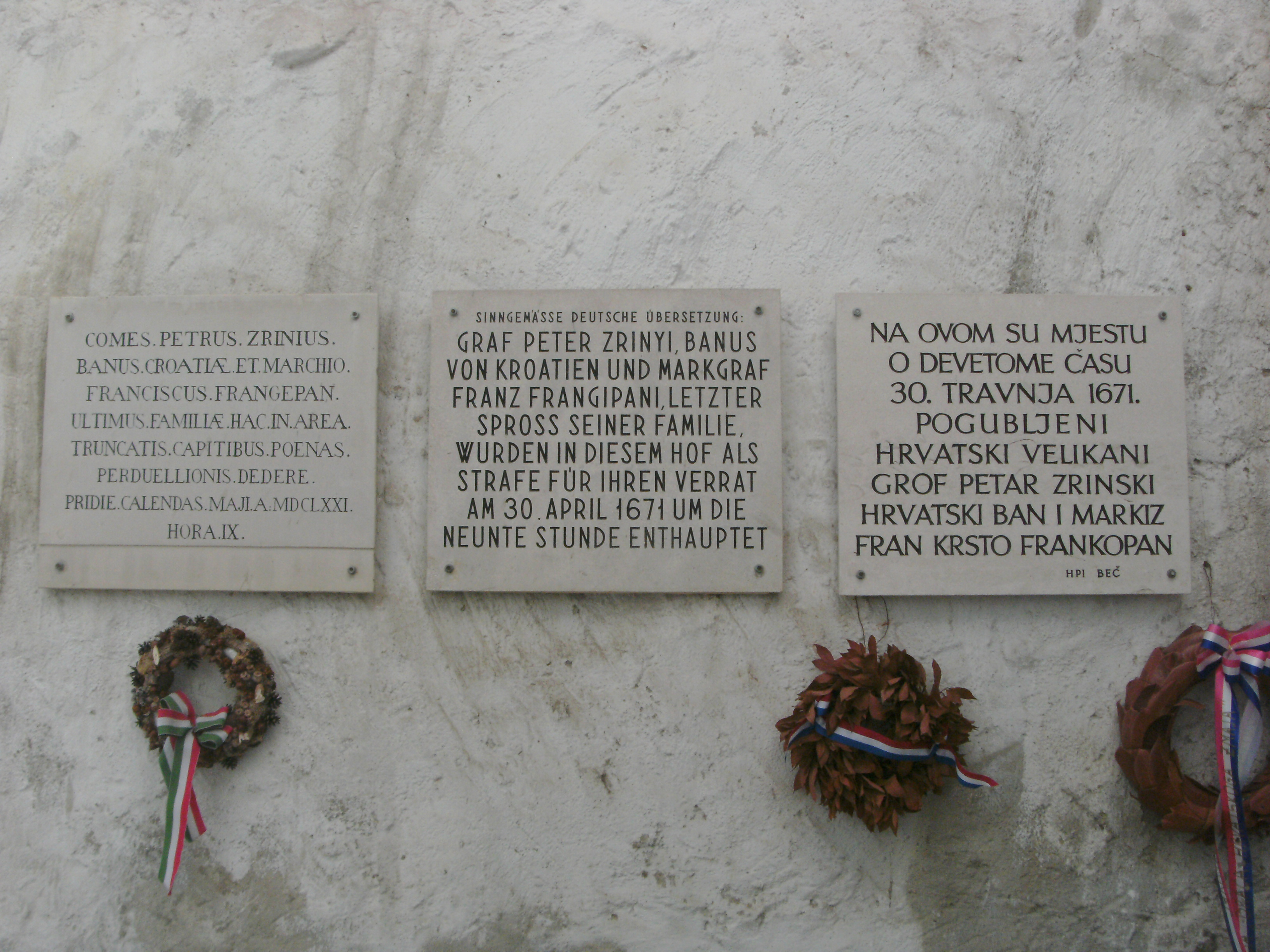
Gedenktafeln in Lateinisch, Deutsch und Kroatisch an der Hinrichtungsstätte von Frankopan und Zrinski, dem ehemaligen Zeughaus (Stadtpark Wiener Neustadt, 2010)

Am 30. April 1671 wurden Zrinski und Frankopan zu ihrer Hinrichtungsstätte beim bürgerlichen Zeughaus in Wiener Neustadt geführt. Vor seinem Tod band Zrinski seine Haare mit einem Taschentuch, damit die Axt des Henkers, ohne vom Haar gebremst zu werden, direkt auf seinen Hals treffen könne. Trotzdem trennte der betrunkene Henker erst mit dem zweiten Schwerthieb seinen Kopf ab. Ebenso erging es Frankopan. Nádasdy wurde am selben Tag im alten Rathaus in Wien und Tattenbach am 1. Dezember 1671 in Graz hingerichtet.
Die sterblichen Überreste der beiden Kroaten wurden nach dem Ende der Donaumonarchie 1919 in die Kathedrale von Zagreb umgebettet. Die Grabsteine sind noch am Dom in Wiener Neustadt und am städtischen Friedhof zu sehen.

## Folgen

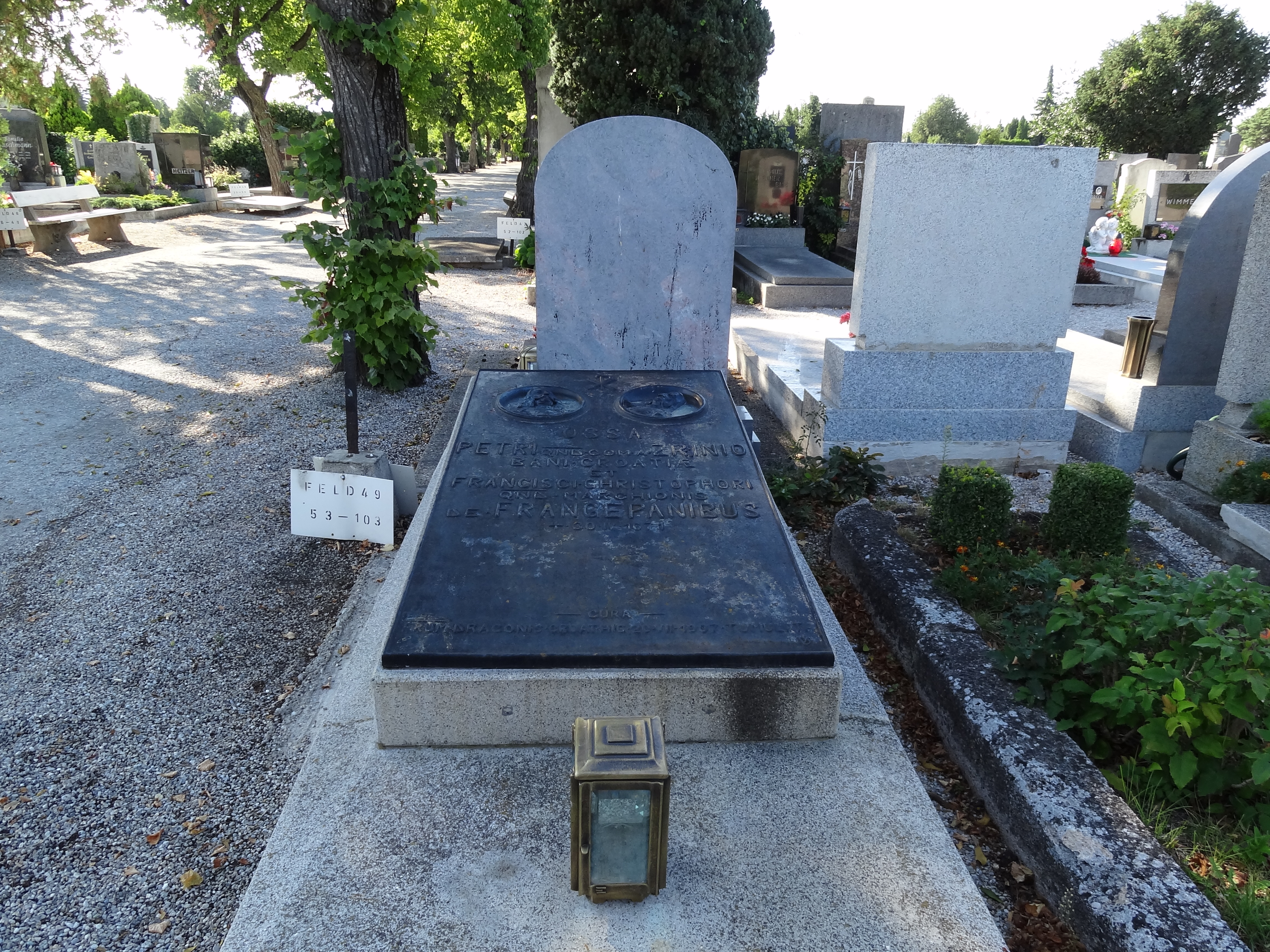
Gemeinsamer Grabstein von Zrinski und Frankopan in Wiener Neustadt

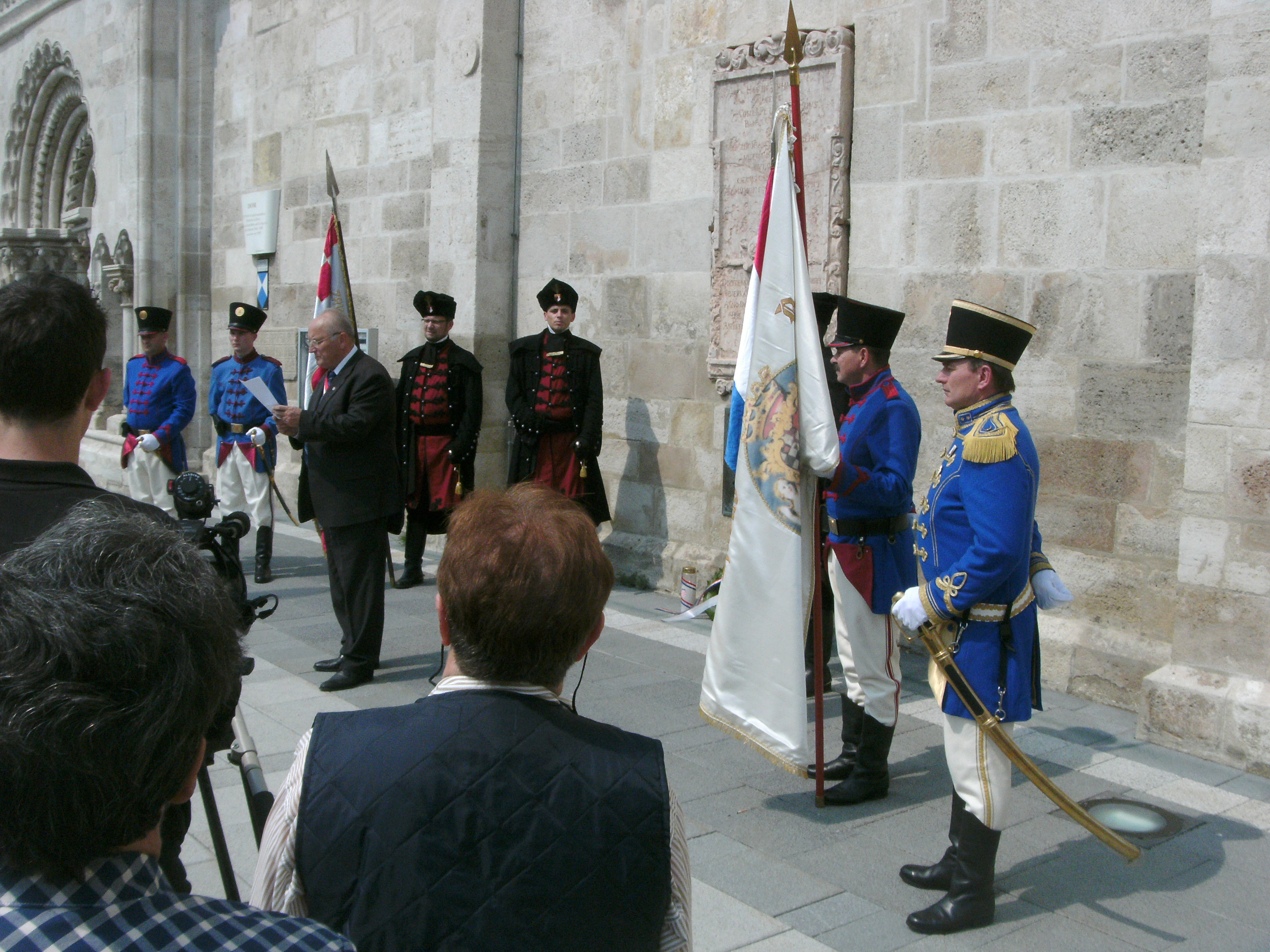
Gedenkfeier für Frankopan und Zrinski vor ihrem Denkmal am Wiener Neustädter Dom am 25. April 2011

Die beteiligten Adelsfamilien wurden de facto enteignet. Zwei jüngere Töchter von Petar Zrinski starben im Kloster, Helena kämpfte noch bis 1688 gegen die Habsburger. Sein Sohn Ivan Antun wurde nach Folter und Einkerkerung wahnsinnig und starb 1703 im Alter von etwa 50 Jahren. Selbiges widerfuhr 1673 auch seiner Ehefrau Ana Katarina Frankopan-Zrinski. Nikolaus’ Sohn Adam starb 1691 in der Schlacht bei Slankamen. Frankopans einziger Sohn starb im jugendlichen Alter. Beide Familien blieben somit ohne männliche Nachfolger und die kroatischen Gebiete verloren die führenden Adelsgeschlechter, danach stiegen nur noch wenige Kroaten zum Ban auf.
Der Kaiser ließ 1671 einen Untersuchungsausschuss in Levoča und anschließend ein Sondergericht in Pressburg (das Judicium delegatum extraordinarium Posoniense, das so genannte Rottal-Gericht) einrichten, das mehr als 200 verdächtige Adelige vorlud. Es kam zu Gefängnisstrafen, Versklavung und einer Hinrichtung. In weiterer Folge wurden Protestanten verfolgt und vertrieben und ihre Kirchen niedergebrannt. Die Ämter des Palatin und Ban wurden abgeschafft, neue Steuern eingeführt und das königliche Ungarn und Kroatien militärisch besetzt. Nach internationalen Protesten wurden nach einem Jahr die gröbsten Maßnahmen zurückgenommen und die Galeerensklaven freigelassen. Erst beim Landtag zu Ödenburg 1681 wurde die ungarische Verfassung wiederhergestellt und Normalität hergestellt. Viele Adelsfamilien aus dem Gebiet des heutigen Kroatien, der Slowakei und Ungarn flüchteten nach Siebenbürgen und unterwarfen sich der osmanischen Herrschaft. Die Flüchtlinge lösten mit den Nachkommen der hingerichteten Adeligen die Kuruzenaufstände aus, die die Osmanen zum Großen Türkenkrieg und zur zweiten Wiener Türkenbelagerung verleiteten und bis 1711 das Königreich Ungarn erschütterten.

## Weitere Bezeichnungen
Weitere Bezeichnungen sind Verschwörung von Muray,  Wesselényi-Verschwörung (Wesselényische Verschwörung, Verschwörung Wesselényis; ungarisch Wesselényi-összeesküvés; slowakisch: Vešeléniho/Wesselényiho sprisahanie) oder Wesselényi-Zrinyi (Zrinski)-Verschwörung. In Kroatien ist sie als Zrinski-Frankopan-Verschwörung (kroatisch Urota zrinsko-frankopanska) bekannt.